# Ranger 7
Ranger 7 va ser la primera sonda espacial estatunidenca en transmetre amb èxit imatges pròximes de la superfície lunar cap a la Terra. Va ser també el primer vol completament exitós del programa Ranger. Va ser llançat el 28 de juliol de 1964, Ranger 7 va ser dissenyat per aconseguir una trajectòria d'impacte lunar i per transmetre fotografies d'alta resolució de la superfície lunar durant els últims minuts de vol fins a l'impacte. La nau portava sis càmeres de televisió vidicon - dues d'angle ample (canal F, càmeres A i B) i quatre d'angle estret (canal P) - per complir aquests objectius. Les càmeres es van disposar en dues cadenes separades o canals, cada un d'ells amb subministraments d'alimentació separats, temporitzadors i transmissors per tal de permetre la màxima fiabilitat i probabilitat d'obtenir imatges de vídeo d'alta qualitat. Ranger 7 va transmetre més de 4.300 fotografies durant els últims 17 minuts del seu vol. Després de 68,6 hores de vol, la nau espacial va aterrar entre Mare Nubium i Oceanus Procellarum. Aquest lloc d'aterratge va ser nomenat més tard Mare Cognitum. La velocitat a l'impacte va ser d'1,62 milles per segon, i el rendiment de la nau va superar les esperanceprevisions. No es van dur a terme altres experiments a la nau espacial.